# Пресс-центр (роман)
В романе «Пресс-центр. Анатомия политического преступления», который впервые был издан в 1983 году, Юлиан Семёнов анализирует мир финансового капитала, наиболее агрессивного, последовательно антисоветского, использующего в борьбе против Советского Союза, демократии и социализма абсолютно все средства и, по существу, являющегося миром преступности, постоянно совершающим преступления против совести и человечества. 

— Редакция журнала «Дружба народов» планирует напечатать в будущем году роман «Пресс-центр». Его подзаглавие, «Анатомия политического преступления». Речь о заговоре ЦРУ против одной из латиноамериканских стран. К этому роману я подбирался восемь лет. Посещал биржи Парижа, Франкфурта, беседовал со многими бизнесменами. В той же Америке большинство корпораций, банков на позициях нормальных отношений, деловых контактов с СССР, другими социалистическими, а также развивающимися странами. И все же военно-промышленному комплексу часто удается навязывать совершенно иные решения, порой преступные, противоречащие здравому смыслу. В «Пресс-центре» я попытался рассказать, как этого добиваются. Стремился написать острый политический детектив. Удался он или нет — не мне судить.— Из интервью Юлиана Семёнова газете «Правда Украины» от 28 августа 1983 года

## Сюжет
В южноамериканской республике Гаривас приходит к власти демократическое правительство полковника Санчеса. Перед страной открывается путь к кардинальным социальным переменам. Необходимое для них экономическое обеспечение готов был предоставить реалистический мыслящий западноевропейский банкир Леопольде Грацио, стоящий на позиции  взаимовыгодной торговли и мирного сосуществования двух систем.
 
Это, однако, не устраивает ни его конкурентов в США, ни тем более Центральное разведывательное управление. И Леопольде Грацио убивают.
 
Один из географических центров сюжета — небольшое европейское государство, место размещения штаб-квартир международных организаций, крупных банков и фирм. Там работает по вызову европейских издателей, готовящих к выпуску его новую книгу, советский писатель и журналист Дмитрий Степанов . Он пытается использовать все свои связи, весь опыт писателя, журналиста-международника для выяснения правды.

В поиск истины оказываются втянутыми разные люди: тут и западногерманская журналистка Мари Крове, и публицист и учёный Вернье, и американский репортер «сэр Всё». Люди разных убеждений объединены одним: желанием узнать правду.

## Экранизация
- Большая игра (фильм, 1988)

## Читать
- Читальный Зал. Детектив
- «Пресс-центр. Анатомия политического преступления»
- «ТАСС уполномочен заявить…» (недоступная ссылка)
- «Межконтинентальный узел»